# Démodulateur
Un démodulateur parfois appelé « tuner vidéo » ou « récepteur » désigne des circuits électroniques ou un appareil « qui permet de reconstituer le signal ayant servi à moduler (en amplitude, en fréquence ou en phase) le signal porteur ». Un téléviseur, un magnétoscope, un récepteur ou adaptateur de télévision analogique ou numérique terreste, câble ou satellite intègrent un démodulateur.

## Démodulateur de réception satellite
Le démodulateur exploite les bandes précitées dans un spectre transformé allant de 950 à 2150 MHz : la BIS (Bande Intermédiaire Satellite). Pour ce faire, il faut qu'il soit « relayé » par un convertisseur (tête universelle) adapté aux polarisations (H-V) et aux bandes. Le démodulateur basique comporte toujours le DiSEqC1.
Les démodulateurs TV analogiques sont de moins en moins demandés avec l'arrêt des diffusions analogiques satellitaires (ex : Atlantic Bird 3) et la multiplication des offres numériques via un démodulateur numérique satellite.
Le démodulateur analogique est aussi utilisé en ATV par les radioamateurs dans les bandes de 2,3 et 2,4 GHz (donc ISM pour le public, sans licence) et 10 GHz notamment en utilisant un convertisseur spécial monté sur une antenne type parabole, Yagi, patch, quad, etc.
Les démodulateurs analogiques avec extension de seuil (LT) et à double filtrage FI (27 /18 MHz) sont particulièrement prisés en ATV.

## Démodulateur de réception terrestre
Les équipements de réception numérique tendent aussi à s'appeler des décodeurs dans la mesure où ils intègrent à la fois une fonction de démodulation et une fonction de décodage numérique (Mpeg).

## Démodulateur de protocoles de transmission de données radioamateur
Un démodulateur de protocoles de transmission de donnée radioamateur, permet d'afficher sur un écran LCD, d'ordinateur ou un moniteur, des émissions de données numériques en langage humain. Les principaux démodulateurs (décodeurs) radioamateur du commerce, offrent la démodulation de signaux radiotélétype RTTY, packet radio AX.25, PSK31, SSTV, ainsi que de nombreux autres. Des logiciels radioamateurs permettent de faire la même chose.